# Nancuise
Nancuise é uma comuna francesa na região administrativa de Borgonha-Franco-Condado, no departamento de Jura. Estende-se por uma área de 5,21 km². Em 2010 a comuna tinha 48 habitantes (densidade: 9,2 hab./km²).